# Murad Bazarov
Murad Həmzət oğlu Bazarov (ur. 6 sierpnia 1994) – azerski zapaśnik walczący w stylu klasycznym. Brązowy medalista mistrzostw Europy w 2020. Drugi na Światowych Igrzyskach Sportów Walki w 2013. 
Triumfator młodzieżowych igrzysk olimpijskich z 2010. Mistrz świata juniorów w 2012; drugi u kadetów w 2011. Trzeci na mistrzostwach Europy juniorów w 2012. Mistrz świata kadetów w 2011 roku.